# 领主广场 (维琴察)
45°32′50″N 11°32′48″E / 45.547292°N 11.546587°E

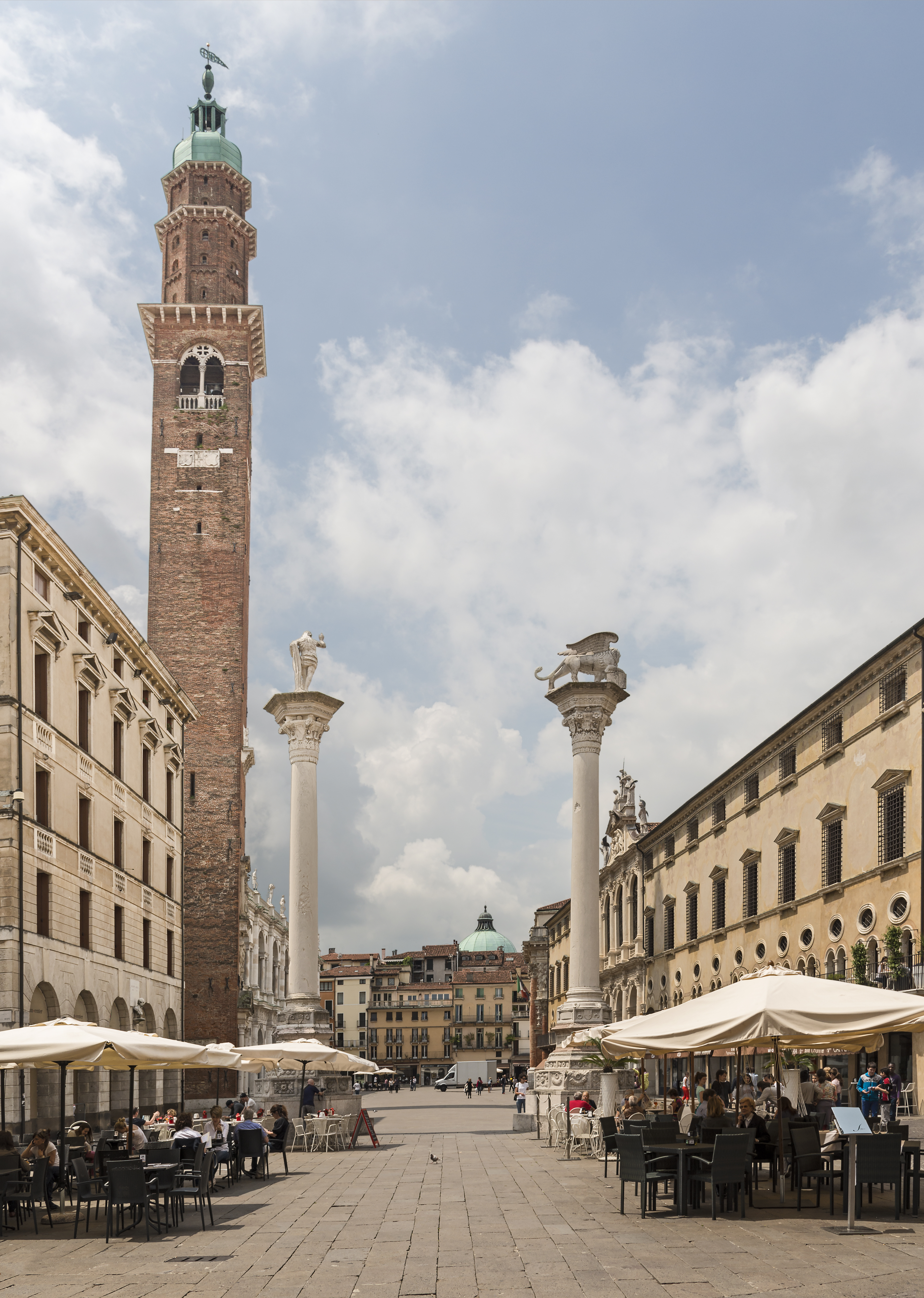
从东侧看广场夜景：左（南）为帕拉迪奧巴西利卡，右（北）为公典宫

领主广场（Piazza dei Signori）是维琴察老城的一个主要广场，原为古罗马市场，为该市传统商务和休闲中心。
广场为矩形，南侧为帕拉迪奧巴西利卡和比萨拉塔，对面为统领凉廊（也是帕拉迪奧的作品）、公典宫和圣文生堂。这个广场以居住于此的执政官和统领命名。

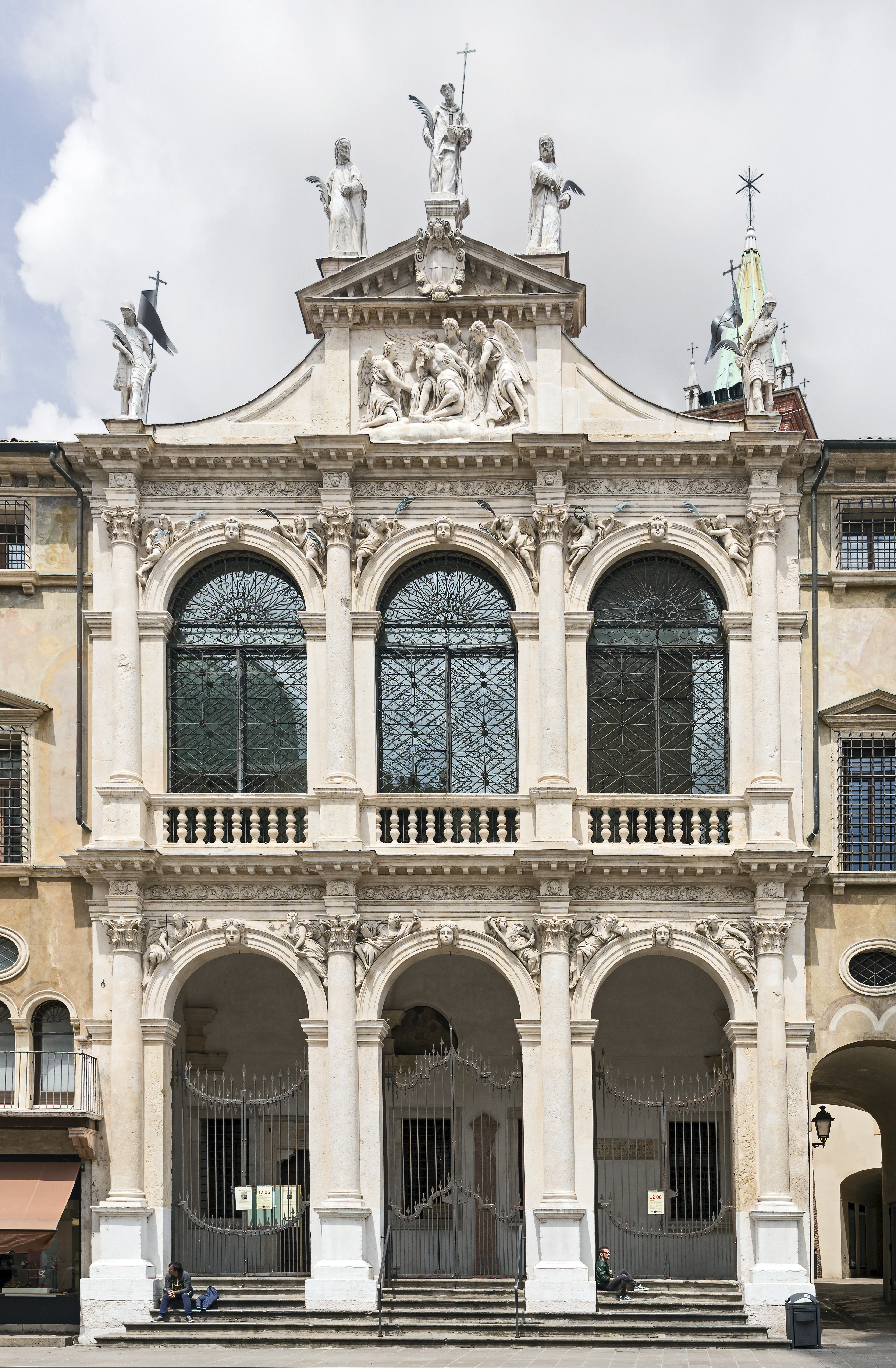
圣文生堂立面
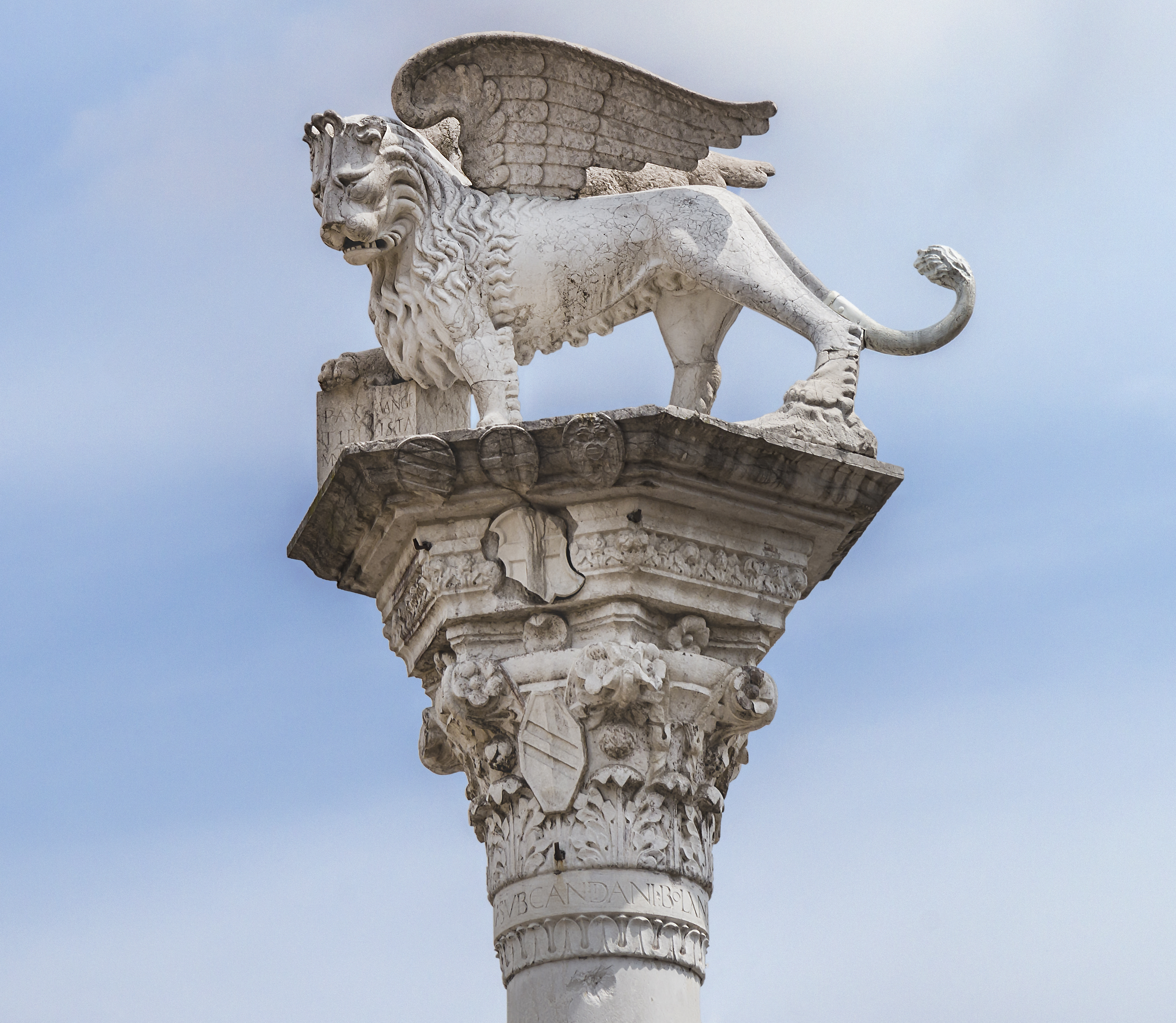
狮子